# Irati (Paraná)
Irati é um município brasileiro do estado do Paraná. Localizada na região Sudeste do estado, sua população, conforme estimativas do IBGE de 2019, era de 60 727 habitantes, que é uma mescla de diferentes etnias, especialmente poloneses e ucranianos que buscam manter costumes e tradições de seus ascendentes. Passam pelo município a BR-277, que corta todo o estado de leste a oeste (do Porto de Paranaguá a Foz do Iguaçu) e a BR-153, que corta o pais de norte a sul.
Está em Irati a maior imagem de Nossa Senhora das Graças do mundo, com 22 metros de altura.

## História
O município teve sua origem na vila de "Covalzinho". Na década de 1890, quando os trilhos da Estrada de Ferro São Paulo/Rio Grande do Sul passaram pela vila, foi ali instalada uma estação ferroviária que recebeu o nome de "Iraty". Isso fez a vila crescer e se tornar importante. Posteriormente, o nome Covalzinho acabou sendo lentamente esquecido, ficando a vila conhecida apenas pelo nome da estação ferroviária. Em 15 de julho de 1907, já elevada a distrito, teve sua emancipação política decretada, desmembrando-se do município de Imbituva. O movimento foi liderado pelo Coronel Emílio Baptista Gomes, que acabou por se tornar o primeiro prefeito.

## Geografia
O município localiza-se na região Sudeste do estado do Paraná, a 153 Km de Curitiba. Paralelo 25.º 27' 56" de latitude Sul com intersecção com o meridiano 50.º 37' 51" de longitude Oeste.
Situa-se na zona fisiográfica de Irati, uma das onze em que o Paraná se divide. Na sub-região dos Pinhais do Segundo Planalto Paranaense.
O município de Irati está localizado sobre a Bacia sedimentar do Paraná, tendo emprestado o seu nome a uma de suas formação geológicas, a Formação Irati, de idade Permiano Superior. A Formação Irati, composta por siltitos, argilitos e folhelhos sílticos de cor cinza clara a escura, folhelhos pirobetuminosos, localmente em alternância rítmica com calcários creme silicificados e restritos níveis conglomeráticos, foi depositada no que era na época, entre 250 e 270 milhões de anos, um golfo do antigo super-continente Gondwana aberto para sudoeste para o então Oceano Panthalassa.
Em 1908 o geólogo Israel Charles White, chefe da Comissão de Estudos das Minas de Carvão de Pedra do Brasil, encontrou restos fósseis de um pequeno réptil em rochas permianas no, por ele denominado, "Schisto preto de Iraty", próximo à estação ferroviária de Irati. Estes fósseis foram descritos e catalogados por Mac Gregor, que os denominou de Mesosaurus brasiliensis e, reconhecendo sua semelhança com um fóssil encontrado na África do Sul, propôs a equivalência geológica da Formação Irati com a Formação Whitehill, da Bacia do Karoo, naquele país. Esta descoberta tornou a Formação Irati e a Bacia do Paraná mundialmente famosas, por ser uma das fortes evidências da então nascente teoria da deriva continental.
A topografia do município é ondulada e acidentada. Possui solos acinzentados/vermelhos ao Norte e castanhos ao Sul. Os tipos predominantes de solo são os solos podzólico vermelho amarelo, terras brunas, cambissolo e litólico.
Possui a Serra da Esperança, onde se localiza o Cerro da Nhá Cota, com 1.024 m de altitude, e o Morro da Ordenança, com 950 m.

### Distritos judiciários
- Gonçalves Júnior
- Guamirim
- Itapará

### Clima
Segundo a classificação climática de Köppen, o clima de Irati é tipo Cfb (temperado). Apresenta verões amenos, invernos com ocorrências de geadas severas e frequentes, não apresentando estação seca.
Segundo o Instituto Nacional de Meteorologia (INMET), desde 1966 a menor temperatura registrada em Irati foi de −7,2 °C em 18 de julho de 1975, e a maior atingiu 34,6 °C em 11 de março de 2005. O maior acumulado de precipitação em 24 horas foi de 175 milímetros (mm) em 8 de junho de 2014. Outros grandes acumulados foram 151,9 mm em 8 de maio de 1987, 138,6 mm em 21 de junho de 2013, 125,1 mm em 18 de dezembro de 1986, 118,7 mm em 1° de agosto de 2011, 117,6 mm em 17 de novembro de 1990, 111,2 mm em 24 de janeiro de 1989, 109,9 mm em 4 de janeiro de 2003, 108,4 mm em 20 de maio de 1983, 107,9 mm em 9 de julho de 1983, 107,1 mm em 25 de dezembro de 2017, 105 mm em 19 de fevereiro de 1972 e 100,9 mm em 23 de abril de 1998. Julho de 1983 foi o mês de maior precipitação, com 487,9 mm.
| Dados climatológicos para Irati | Dados climatológicos para Irati | Dados climatológicos para Irati | Dados climatológicos para Irati | Dados climatológicos para Irati | Dados climatológicos para Irati | Dados climatológicos para Irati | Dados climatológicos para Irati | Dados climatológicos para Irati | Dados climatológicos para Irati | Dados climatológicos para Irati | Dados climatológicos para Irati | Dados climatológicos para Irati | Dados climatológicos para Irati |
| Mês | Jan                             | Fev                             | Mar                             | Abr                             | Mai                             | Jun                             | Jul                             | Ago                             | Set                             | Out                             | Nov                             | Dez                             | Ano                             |
| --- | ------------------------------- | ------------------------------- | ------------------------------- | ------------------------------- | ------------------------------- | ------------------------------- | ------------------------------- | ------------------------------- | ------------------------------- | ------------------------------- | ------------------------------- | ------------------------------- | ------------------------------- |
| Temperatura máxima recorde (°C) | 34                              | 33,8                            | 34,6                            | 31,2                            | 29,1                            | 26,8                            | 27,8                            | 31,7                            | 33,2                            | 34,1                            | 33,8                            | 33,6                            | 34,6                            |
| Temperatura máxima média (°C) | 27                              | 27,3                            | 26,7                            | 24,5                            | 20,8                            | 19,9                            | 19,8                            | 22,2                            | 22,5                            | 24                              | 25,9                            | 27,1                            | 24                              |
| Temperatura média compensada (°C) | 21,1                            | 21,1                            | 20,1                            | 17,7                            | 14,1                            | 13,3                            | 12,9                            | 14,5                            | 15,8                            | 17,8                            | 19,3                            | 20,6                            | 17,4                            |
| Temperatura mínima média (°C) | 17,1                            | 17,1                            | 15,9                            | 13,4                            | 9,6                             | 9                               | 8,2                             | 9                               | 11,1                            | 13,6                            | 14,7                            | 16,2                            | 12,9                            |
| Temperatura mínima recorde (°C) | 7,2                             | 8,5                             | 3,6                             | −1,2                            | −1,4                            | −5,4                            | −7,2                            | −2,8                            | −3,6                            | 0,7                             | 3,8                             | 6,1                             | −7,2                            |
| Precipitação (mm) | 196,6                           | 132,5                           | 121,1                           | 118,9                           | 127,2                           | 119,5                           | 116,9                           | 75,3                            | 155,1                           | 172                             | 137,7                           | 141,4                           | 1 614,2                         |
| Dias com precipitação (≥ 1 mm) | 14                              | 12                              | 10                              | 8                               | 7                               | 7                               | 7                               | 6                               | 9                               | 11                              | 10                              | 12                              | 113                             |
| Umidade relativa compensada (%) | 78,9                            | 80,5                            | 80,5                            | 81,6                            | 83,1                            | 83,3                            | 80,4                            | 74,5                            | 75,9                            | 78                              | 74,6                            | 76,5                            | 79                              |
| Insolação (h) | 164,9                           | 144,1                           | 163,2                           | 149,8                           | 145,8                           | 137,5                           | 154,7                           | 169,9                           | 135,3                           | 143,3                           | 170,6                           | 173,4                           | 1 852,5                         |
| Fonte: Instituto Nacional de Meteorologia (INMET) (normal climatológica de 1981-2010; recordes de temperatura: 24/09/1966-27/06/1979 e 01/01/1994-presente) |                                 |                                 |                                 |                                 |                                 |                                 |                                 |                                 |                                 |                                 |                                 |                                 |                                 |

### Formação geólogica
Irati está localizado sobre a Bacia Sedimentar do Paraná, que é uma enorme depressão no sul do Brasil, onde se depositaram sedimentos e derrames de lava, que formaram rochas ao longo de cerca de 400 milhões de anos. A Formação Irati é de idade Permiano Superior. Geologicamente o solo pertence ao Permiano Carbonífero, com topografia marcada por encostas suaves a intermediárias, encostas íngremes, vertentes retilíneas, topos planos, solos acinzentados ou vermelhos ao Norte e castanhos ao Sul.
A Formação Irati, é composta por siltitos, argilitos e folhelhos sílticos de cor cinza clara a escura, folhelhos pirobetuminosos, localmente em alternância rítmica com calcários creme silicificados e restritos níveis conglomeráticos, foi depositada no que era na época, entre 250 e 270 milhões de anos, um golfo do antigo supercontinente Gondwana aberto para o então Oceano Panthalassa.
As rochas sedimentares se originaram em diferentes ambientes, como marinho costeiro, marinho profundo, glacial e até mesmo desértico. Com a separação dos continentes, uma imensa quantidade de magma extravasou e cobriu estas rochas. O material resfriado formou o basalto e o magma consolidado em fraturas deu origem a diques e soleiras de diabásio, comuns no município de Irati. As rochas da Formação Irati são de aproximadamente 285 milhões de anos atrás, no permiano recente, ou seja, há 60 milhões de anos antes do aparecimento dos dinossauros.
Durante o Período Permiano é notável que os animais dominantes foram os répteis e anfíbios. O “Mesosaurus brasiliensis” era provavelmente o mais importante réptil e é o mais importante fóssil da Formação Irati, encontrado na região sul do Brasil – especialmente na de Irati - e África do Sul.

### Vegetação e fauna

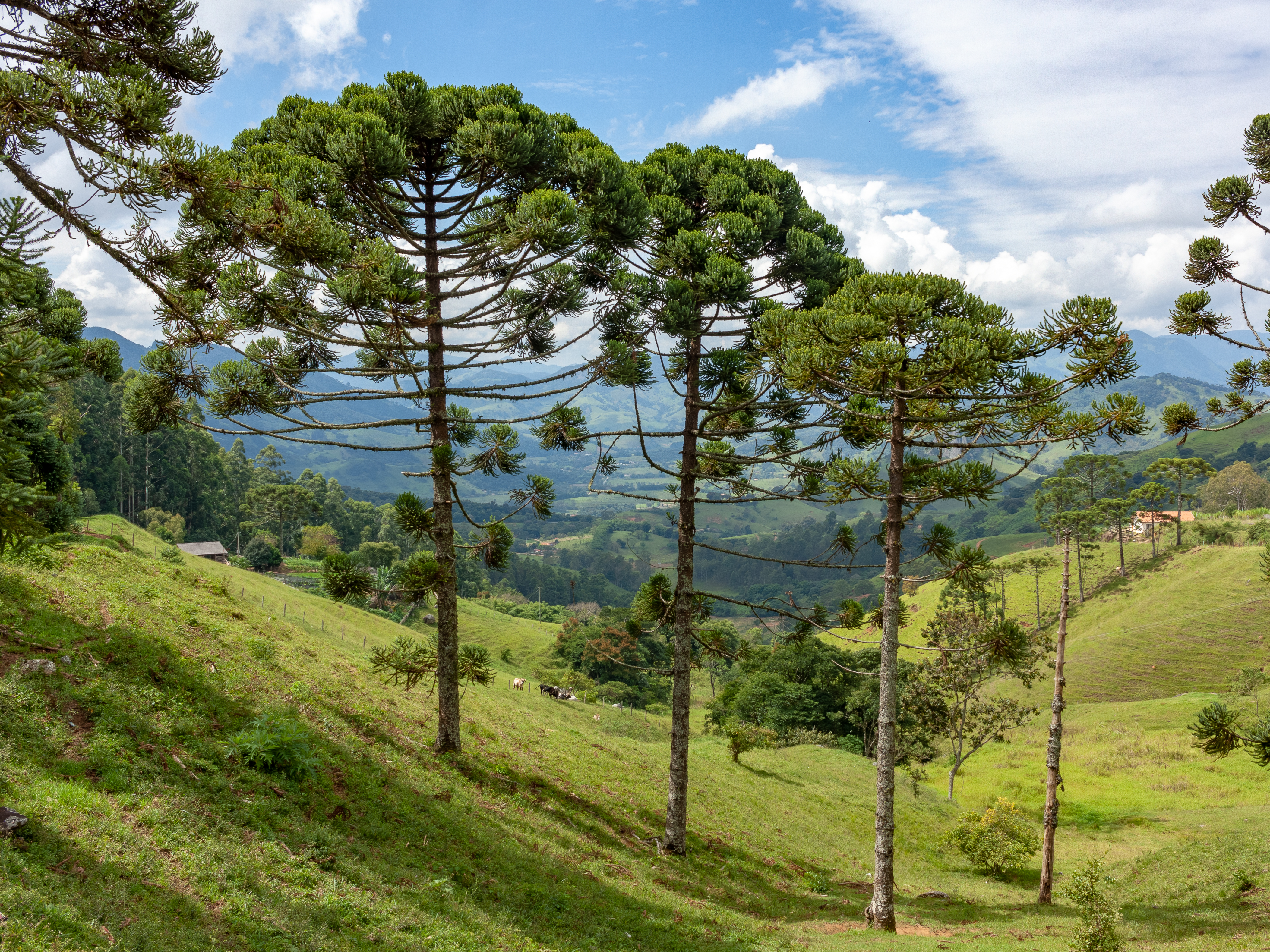
Araucária Angustifolia

O ecossistema que compõe a região de Irati é a Floresta Ombrófila Mista, ou seja, que necessita nas fases iniciais de crescimento, de umidade e sombra. A composição vegetal do município divide-se nos estágios: inicial (capoeira, vassourinha, etc.); médio (capoeirão, florestas em formação); avançado (reflorestamento; agricultura, pastagem e outros, florestas formadas).
As principais espécies nativas são: Araucária; Imbuia; Erva-mate; Bracatinga; Cedro.
Quanto a fauna da Floresta Ombrófila Mista, podem ser encontrados roedores (ratos, cutias e pacas), aves ameaçadas de extinção como a gralha-azul e o papagaio de peito roxo, além de inúmeros insetos. A semente da araucária, o pinhão, é muito apreciada pela fauna em geral e se constitui numa fonte de alimento essencial para o seu sustento.

### Hidrografia
O município de Irati está localizado na Bacia hidrográfica do Rio Paraná, sendo que a rede de drenagem que banha o município divide-se em duas vergências. Para sudoeste, fazendo parte da bacia do Rio Iguaçu existem os rios Preto, Riozinho, Mato Queimado, Imbituvinha, Taquari, Guamirim, Corrente, Campinas, Cachoeira e Caçador, que terminam por desaguar no Rio Potinga, afluente da margem direita do Iguaçu. Com vergência para o norte e fazendo parte da bacia do Rio Ivaí, existem os rios Valeiros, Linha B, Guabiroba, dos Patos, dos Cochos, dos Antónios, do Couro, Canhadão, das Antas, da Prata, do Cobre, da Areia, Caratuva, Bonito e Barreiro. Entre os cursos d'água, destacam-se o rio dos Patos, Caratuva, das Antas, Preto e Riozinho.

## Demografia

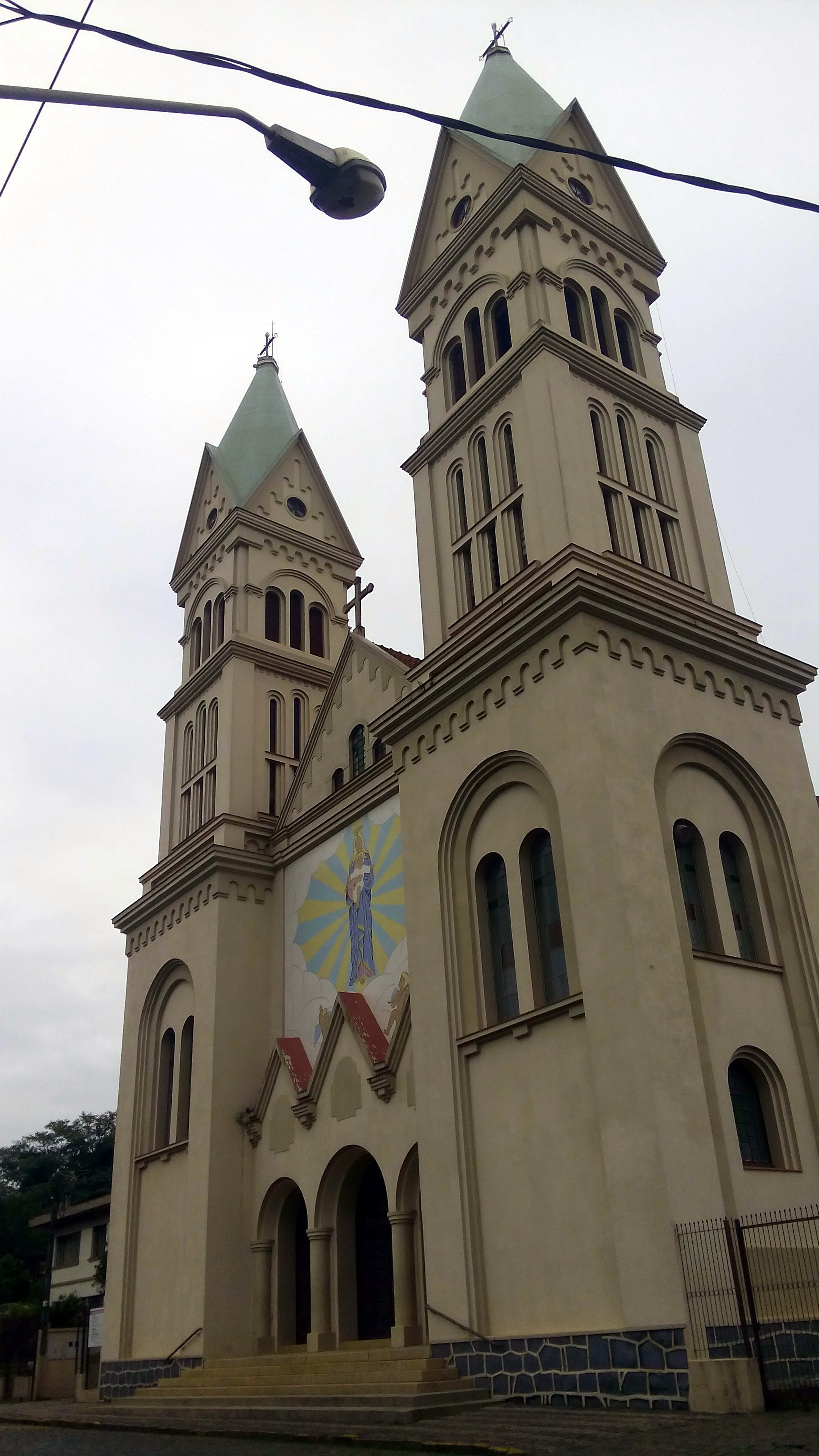
Igreja Matriz da Paróquia Nossa Senhora da Luz, em Irati.

### Religião
| Religião        | Percentagem |
| --------------- | ----------- |
| Catolicismo     | 84,87%      |
| Evangelicalismo | 12,16%      |
| Espiritismo     | 0,84%       |
| Sem religião    | 1,36%       |
| Outras          | 0,77%       |

Fonte: IBGE, 2010.

## Transporte
O município de Irati é servido pelas seguintes rodovias:
- BR-153, a "Transbrasiliana", no seu trecho União da Vitória a Jacarezinho (ligando Santa Catarina a São Paulo)
- BR-277, que liga Curitiba a Foz do Iguaçu (e ao Paraguai)
- PR-364, que liga a cidade ao município de São Mateus do Sul e a Inácio Martins.

## Turismo e eventos
Festividades
- Romaria e Via Sacra no Distrito de Itapará(quaresma)
- Encenação da Paixão de Cristo (quaresma);
- Festa Polonesa (1.º domingo de maio);
- Feira do Kiwi (maio);
- Aniversário do Município (julho);
- Rodeio de Irati (julho);[6]
- Festa de São Cristóvão (julho);
- Festa das Nações (agosto);
- Deutsches Fest - Baile do Chope e da Linguiça (outubro);
- Festa do Pêssego (dezembro);[6][16][17]
- Festa do Borrego no Rolete (dezembro);[6]
- Feira Regional de Sabores (dezembro);

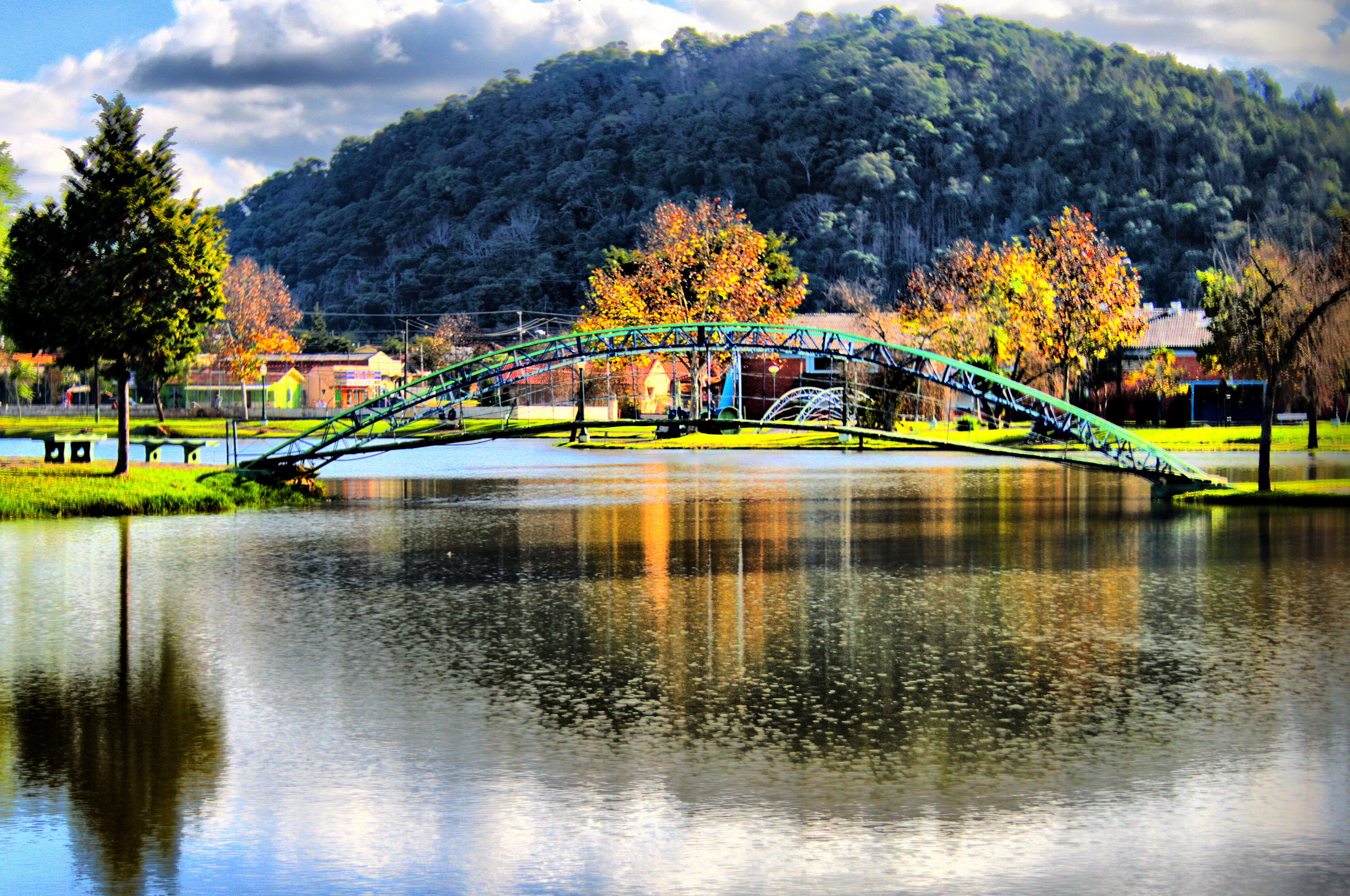
Registro de Outono no Parque Aquático de Irati.

- Salão de Negócios (dezembro).

### Atrativos de interesse cultural
- Casa da Cultura - Fundação Edgard & Egas Andrade Gomes;[6]
- Museu Casa Dei Nonni;[6]
- Casa da Fazenda Florestal[18]
- Parque Aquático de Irati;[6]

### Monumento de Nossa Senhora das Graças

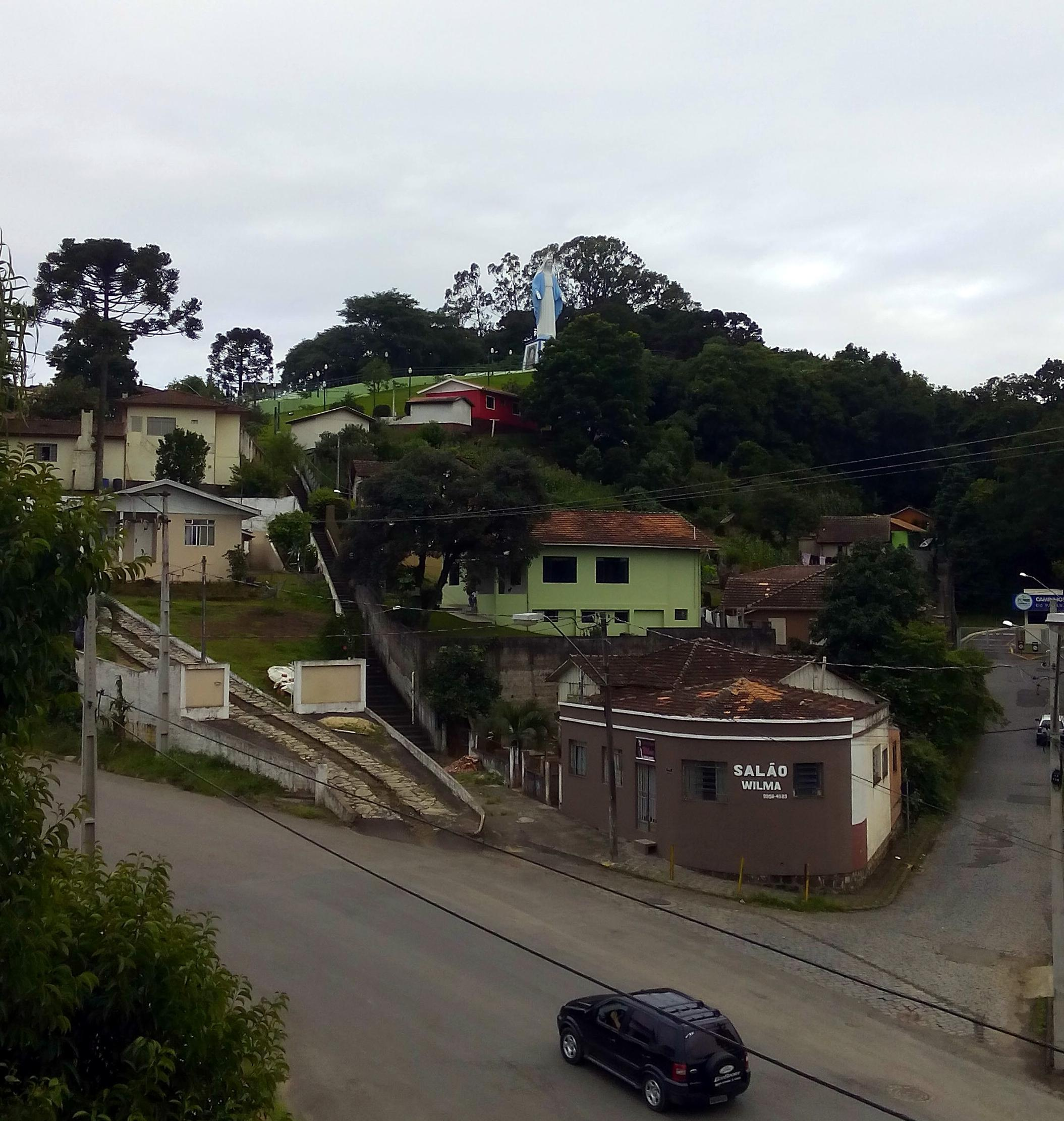
Monumento de Nossa Senhora das Graças.

O mirante do monumento em homenagem a Nossa Senhora das Graças é um dos pontos turísticos mais visitados no município. A estátua, com 22 metros de altura, é uma das maiores dedicada à Nossa Senhora das Graças. Começou a ser construída em 1957, em comemoração ao aniversário de 50 anos do município. Nos dias festivos e especiais do calendário católico a capela recebe celebrações, missas e novenas. Além da capela e do mirante, o espaço possui estacionamento, uma escadaria de acesso e um bosque.

## Gastronomia e prato típico
O prato típico do município é o borrego no rolete, que é temperado e assado no fogo. O prato consiste na carne de ovino até doze meses de vida e é servido acompanhado com arroz e saladas, principalmente na Festa do Borrego no Rolete.
A gastronomia local é diversificada, recebendo influência de vários imigrantes como eslavos, alemães e italianos. Um dos pratos tradicionais do município é o pierogi, que é uma massa semelhante a um pastel, feita à base de farinha de trigo, água, sal e ovos. É servido em formato de meia lua, com diversos recheios, como batata com requeijão. No reduto dos descendentes de italianos ainda preservam a culinária típica, como na localidade de Pinho de Baixo. A polenta, por exemplo, é encontrada na mesa de muitas famílias e na tradicional festa da comunidade.

## Datas comemorativas
- 15 de Julho - Aniversário do Município;
- 27 de Julho - São Cristóvão
- 8 de Setembro - Nossa Senhora da Luz (Padroeira)
- 16 de Setembro - Dia do Turismo Municipal [20]
- 29 de Setembro - São Miguel
- 27 de Novembro - Nossa Senhora das Graças

## Hino de Irati
Adotado desde 1957, este hino foi composto especialmente para os festejos do 50.º aniversário de Irati. A composição foi aprovada em concurso instituído por meio da comissão responsável pelos eventos e comemorações.
Foi oficializado como Hino do Município através da lei municipal nº 571, de 5 de abril de 1983.
| Hino de Irati |
| --- |
| Irati, Irati, cidade amada Que marchando na trilha do sucesso A bandeira, ostentas desfraldada Com o brado de ordem e progresso Irati, Irati, terra querida Para honrar este nome tão pujante Tua gente trabalha destemida Pelo bem do Brasil gigante Tens escolas, tens indústrias E tens campanhas de trigais Onde os filhos que são fortes Teu perfil elevam sempre mais Lá no morro a linda imagem Que é nosso altivo relicário Lembrará à posteridade O teu feliz cinquentenário. |

## Prefeitos
| Nº | Prefeito                     | Fotografia | Período do mandato (duração do mandato) | Partido  | Eleição | Vice-prefeito(s) | Referências e notas |
| -- | ---------------------------- | ---------- | --------------------------------------- | -------- | ------- | ---------------- | ------------------- |
| 1  | Emílio Baptista Gomes        |            | 1907 à 1908                             | Nenhum   |         |                  | [ 22 ]              |
| 2  | Antônio Teixeira Saboia      |            | 1909 à 1912                             | sem inf. |         | sem inf.         | [ 22 ]              |
| 3  | Manoel Grácia                |            | 1909 à 1912                             | sem inf. |         | sem inf.         | [ 22 ]              |
| 4  | Francisco de Paula Pires     |            | 1912 à 1916                             | sem inf. |         | sem inf.         | [ 22 ]              |
| 5  | João Braga dos Santos Ribas  |            | 1916 à 1920                             | sem inf. |         | sem inf.         | [ 22 ]              |
| 6  | Paulo dos Santos Xisto       |            | 1920 à 1924                             | sem inf. |         | sem inf.         | [ 22 ]              |
| 7  | Zeferino Salles Bittencourt  |            | 1924 à 1928                             | sem inf. |         | sem inf.         | [ 22 ]              |
| 8  | José Durski Junior           |            | 1928 à 1930                             | sem inf. |         |                  | [ 22 ]              |
| 9  | Julio Vieira Lisbôa          |            | 1930 à 1931                             | sem inf. |         |                  | [ 22 ]              |
| 10 | Mario Pimentel de Camargo    |            | 1932 à 1938                             | sem inf. |         |                  | [ 22 ]              |
| 11 | Manoel Alves do Amaral       |            | 1938 a 1944                             | sem inf. |         |                  | [ 22 ]              |
| 12 | Moisés de Oliveira           |            | 1944 a 1945                             | sem inf. |         |                  | [ 22 ]              |
| 13 | Alcides Boese                |            | 1945 a 1946                             | sem inf. |         |                  | [ 22 ]              |
| 14 | João de Mattos Pessoa        |            | 1946 a 1947                             | sem inf. |         |                  | [ 22 ]              |
| 15 | Gumercindo Esculápio         |            | 1947                                    | sem inf. |         |                  | [ 22 ]              |
| 16 | José Galicioli               |            | 1947 a 1951                             | sem inf. |         |                  | [ 22 ]              |
| 17 | Edgard Andrade Gomes         |            | 1951 a 1955                             | sem inf. |         |                  | [ 22 ]              |
| 18 | João Mansur                  |            | 1955 a 1959                             | PSD      |         |                  | [ 22 ]              |
| 19 | José Siqueira Rosas          |            | 1959                                    | sem inf. |         |                  | [ 22 ]              |
| 20 | Edgard Andrade Gomes         |            | 1959 a 1963                             | sem inf. |         |                  | [ 22 ]              |
| 21 | Ildefonso Zanetti            |            | 1963 a 1969                             | sem inf. |         |                  | [ 22 ]              |
| 22 | Edgard Andrade Gomes         |            | 1969 a 1973                             | sem inf. |         |                  | [ 22 ]              |
| 23 | Lourival Luiz Fornazari      |            | 1973 a 1977                             | sem inf. |         |                  | [ 22 ]              |
| 24 | Edgard Andrade Gomes         |            | 1977 a 1980                             | sem inf. |         |                  | [ 22 ]              |
| 25 | Olávo Anselmo Santini        |            | 1980 a 1983                             | sem inf. |         |                  | [ 22 ]              |
| 26 | Antônio Toti Colaço Vaz      |            | 1983 a 1989                             | PMDB     |         |                  | [ 22 ]              |
| 27 | Alfredo Van der Neut         |            | 1989 a 1992                             | sem inf. |         |                  | [ 22 ]              |
| 27 | Felipe Lucas                 |            | 1993 a 1996                             | PPS      |         |                  | [ 22 ]              |
| 28 | Luiz Rodrigo Hilgemberg      |            | 1997 a 2000                             | PFL      |         |                  | [ 22 ]              |
| 29 | Antônio Toti Colaço Vaz      |            | 2001 a 2004                             | sem inf. |         |                  | [ 22 ]              |
| 30 | Sergio Luiz Stoklos          |            | 2005 a 2012                             | PSB      |         |                  | [ 22 ]              |
| 31 | Odilon Rogério Burgath       |            | 2013 a 2016                             | PT       |         |                  | [ 22 ]              |
| 32 | Jorge David Derbli Pinto     |            | 2017 a 2024                             | PSDB     |         |                  | [ 22 ]              |
| 33 | Emiliano Augusto Rocha Gomes |            | 2025 a atualidade                       | PSD      |         |                  | [ 22 ]              |